# Fundación ICEERS
Fundación ICEERS (en donde ICEERS es el acrónimo en inglés para International Center for Ethnobotanical Education, Research, and Service es una organización creada en 2008 con sede en Barcelona dedicada a la promoción de la investigación científica de plantas con propiedades medicinales para su uso en terapias y desarrollo personal.

## Iniciativas

### Fondo de Defensa de la Ayahuasca
La fundación creó el Fondo de Defensa de la Ayahuasca (ADF, siglas en inglés para Ayahuasca Defense Fund) un programa que busca brindar asesoría legal a personas que enfrentan procesos judiciales por el uso de plantas como la ayahuasca y el cannabis. Para la creación del fondo, se ha recurrido a campañas de financiamiento colectivo en Indiegogo. El fondo es coordinado por la abogada mexicana y especialista en derechos humanos Natalia Rebollo.
La idea del fondo surgió en la Conferencia Mundial de Ayahuasca el 2014 en Ibiza, no obstante, la fundación ya había iniciado el apoyo legal a personas desde el 2010. El programa reúne una comunidad internacional de expertos en políticas de droga, abogados y científicos expertos en la ayahuasca y la asesoría legal se realiza de manera gratuita.
El  ADF considera también actividades educativas que tienen como objetivo prevenir incidentes legales antes de que ocurran. Debido a que el panorama legal de la ayahuasca y otras plantas tradicionales es muy complejo y confuso, y existe mucha desinformación en línea, los esfuerzos para educar e informar son prioritarios. así como información sobre tendencias legales y casos.

### Conferencia Mundial de Ayahuasca
La Fundación ICEERS ha organizado las conferencias mundiales de corte multidisciplinar con el objetivo de «dar respuesta a las necesidades derivadas de la globalización de la ayahuasca y avanzar en el reconocimiento de la planta y de sus prácticas rituales como patrimonio cultural de la humanidad, para que sean protegidas y no perseguidas».
La primera edición en 2014 se llevó a cabo en el Palacio de Congresos de Ibiza, España, del 25 al 27 de septiembre. La segunda edición en 2016 se llevó a cabo en 17 al 22 de octubre en la Universidad Federal de Acre (UFAC) en Río Branco, Brasil. La tercera edición en 2019 se llevó a cabo en Gerona, Cataluña, del 30 de mayo al 1 de junio.

## Algunas publicaciones
- Sánchez, Constanza; Bouso, José Carlos (2015). «Ayahuasca: de la Amazonía a la aldea global». Informes sobre Política de Drogas (Fundación ICEERS, Transnational Institute).